# Joseph Marie Trinh-nhu-Khuê
Joseph Marie Trinh-nhu-Khuê   (Vietnam, 11 de desembre de 1898 - Hanoi, 27 de novembre de 1978) va ser el primer cardenal vietnamita de l'Església Catòlica. Va servir com a arquebisbe de Hanoi des de 1960 fins a la seva mort, després d'haver servit anteriorment com a vicari apostòlic, i va ser elevat al cardenalat el 1976.

## Biografia
Khuê va néixer a Tràng Duệ, Bình Lục, Hà Nam i va ser ordenat sacerdot l'1 d'abril de 1932. El 18 d'abril de 1950 va ser nomenat vicari apostòlic de Hanoi i bisbe titular de Synaus pel papa Pius XII. Khuê va rebre la seva consagració episcopal el 15 d'agost següent del bisbe Thaddeus Lê Hữu Từ, OCist, amb els bisbes Francisco Gomez de Santiago, OP, i Peter Phạm Ngọc Chi servint com a co-consagradors, a la catedral de Hanoi. Més tard va ser elevat al rang d'arquebisbe metropolità després de l'elevació del seu vicariat a seu metropolitana el 24 de novembre de 1960.
L'arquebisbe va ser reservat com a cardenal in pectore pel papa Pau VI quan es va anunciar el consistori el 28 d'abril de 1976, i va ser publicat i creat cardenal prevere de San Francesco di Paola ai Monti al consistori el 24 de maig d'aquell mateix any. Khue va assistir al consistori amb les sotanes morades d'un bisbe, perquè no va tenir temps d'aconseguir-ne les vermelles. Va ser el primer cardenal a venir del Vietnam , i també va ser un dels cardenals electors que van participar en els conclaves d'agost i octubre de 1978, que van seleccionar els papes Joan Pau I i Joan Pau II, respectivament.
El cardenal Khuê va morir a Hanoi, a l'edat de 79 anys; havia estat el líder eclesiàstic de Hanoi durant vint-i-vuit anys. Està enterrat a la catedral de Sant Josep de Hanoi.